# Jan Jacobsz Bal Huydecoper van Wieringen
Jan Jacobsz Bal, genannt Huydecoper (* 1541 in Amsterdam; † 26. April 1624) ist der Stammherr der aristokratischen Familie Huydecoper van Maarsseveen. 

## Biografie
Er wurde als Sohn des Jacob Andriesz Bal (* 1510) und der Machteld Geurtsdr van Beuningen geboren. Jan Jacob Bal hatte den Namen der Großmutter mütterlicherseits angenommen. Deren Sohn Jan Andriesz Bal war Jan Jacobs Vater. Jan Jacobs Bal verehelichte sich mit Lijsbeth Gerritsdr van Gemen (1566–1652). Dieser Ehe entstammte der bedeutende Amsterdamer Regent Joan Huydecoper (I) van Maarsseveen.
Im Jahre 1566 hatte die protestantisch gesinnte Gemeinschaft der Großhandelskaufleute um Jan Jacobsz Bal, Jacobsz Reael, Dirk Jansz Graeff, Adriaan Pauw und Cornelis Hooft die gesellschaftliche Führung innerhalb der Stadt Amsterdam übernommen, um diese nach der Alteratie im Jahre 1578 auch im politischen Sinne innezuhaben. Jan Jacobsz Bal war bis zu seinem Sterbejahr in der Amsterdamer Stadtregierung, war Vroedschap und Schepen gewesen. Im Jahre 1580 wurde er zum Obersten der Bürgergarde ernannt. Weitere Ämter waren die eines „Heemraads“  von Nieuwer-Amstel und der „Bewindhebberschaft“ über die Magellaense compagnie. 1602 wurde er mit 12.000 Gulden ein Anteilhaber an der Niederländischen Ostindien-Kompanie. Er verfügte über ein Barvermögen von 170.000 Gulden. Gleich seinem Vater erstand Jan Jacobsz Bal großen Grundbesitz an der Vecht. Im Jahre 1608 kaufte er auch das Landhaus De Gouden Hoeff, welches sein Sohn im Jahre 1628 zum Landsitz Goudestein ausbauen ließ. Von 1604 bis 1624 stand er auch in Besitz des Landhauses Cromwijck.